# Blade Runner Black Out 2022
Blade Runner Black Out 2022 là phim ngắn anime cyberpunk tech noir do Watanabe Shinichiro đạo diễn. Cùng với 2036: Nexus Dawn và 2048: Nowhere to Run, Blade Runner Black Out 2022 là một trong ba phim ngắn tiền truyện của phim điện ảnh Tội phạm nhân bản 2049 (2017). Phim ngắn được ra mắt vào ngày 27 tháng 9 năm 2017 trên Crunchyroll.

## Nội dung
Ba năm sau các sự kiện trong Blade Runner, Tập đoàn Tyrell đã phát triển dòng người nhân bản thế hệ Nexus-8 với vòng đời khép kín dài bằng một người thường. Điều này gây ra những phản ứng dữ dội trong cộng đồng con người, và con người bắt đầu truy tìm và tiêu diệt những người nhân bản và coi chúng là mối nguy hại cho toàn nhân loại. Trixie, một trong những người nhân bản, bị một lũ côn đồ tấn công nhưng đã được giải cứu bởi Iggy.
Iggy đưa Trixie tham gia phong trào thả tự do cho người nhân bản nhằm phá hủy hệ thống dữ liệu người nhân bản của Tập đoàn Tyrell để các người nhân bản không thể bị săn tìm nữa. Trixie làm bạn với Ren, một kỹ thuật viên phụ trách việc khởi động tên lửa hạt nhân. Ren đồng ý kích nổ tên lửa thử nghiệm bên trên Los Angeles, ngắt điện toàn thành phố vè xóa bỏ hoàn toàn các dữ liệu số. Cùng lúc đó, Trixie và Iggy sử dụng một xe tải chở nhiên liệu để phá hủy máy chủ của Tập đoàn Tyrell, tuy nhiên Trixie đã bị giết trong lúc cùng Iggy đối đầu với đội ngũ bảo vệ. Nhiệm vụ thành công, máy chủ bị phá hủy và nguồn điện của Los Angeles bị ngắt hoàn toàn. Iggy trốn thoát và tháo bỏ con mắt phải của mình, khi nó là thứ duy nhất giúp nhận diện anh là một người nhân bản.
Sau giai đoạn Biến loạn, việc sản xuất người nhân bản bị cấm và Tập đoàn Tyrell bị phá sản, cho đến hơn 10 năm sau khi Tập đoàn Wallace sở hữu được công ty này và bắt đầu việc sản xuất dòng người nhân bản mới.

## Lồng tiếng
- Jovan Jackson vai Iggy Cygnus
- Luci Christian vai Trixie
- Bryson Baugus vai Ren
- Edward James Olmos vai Gaff